# SENSORS
『SENSORS』（センサーズ）は、日本テレビで2014年10月5日から2018年4月1日まで日曜日未明に放送されていた情報番組。
開始当初は1:50 - 2:20に放送していたが、2015年4月からは25分繰り上がり1:25-1:55に、2015年10月からは1:55-2:25に、2016年4月からは再び1:25 - 1:55に、2017年1月からは40分拡大し1:25 - 2:35に、2017年4月からは毎月最終日曜日未明の放送に、それぞれ変更している。2018年4月1日未明の放送をもって終了した。

## 内容
日本テレビインターネット事業局がプロデュースし、ウェブとテレビをミックスする新たなメディアプロジェクトを展開する。
最先端のテクノロジーによって進化する未来のエンタテインメントを、新時代の感性でいち早く探知する。
放送後にネット配信を実施している。

## 出演者
特記のない人物は、出演時点で日本テレビアナウンサー。
MC
- 齋藤精一（クリエイター）
- 落合陽一（芸術家）

ナビゲーター
- 滝菜月
- 佐藤真知子

### 過去の出演者
ナビゲーター
- SENSORS PURPLE：笹崎里菜（2016年4月3日 - 2017年3月26日）
- SENSORS BLUE：岩本乃蒼（開始 - 2016年3月）
- SENSORS RED：畑下由佳（開始 - 2016年3月）

## スタッフ
- 総合演出：藤田信太郎
- 構成：山形遼介、岡野ぴんこ
- TM：小椋敏宏
- カメラ：富岡三孝、中村貴広、小林吉伸、汲田龍一、宮本格明、及川英俊
- 音声：芦田沙織、杉田努、須崎哲、村山博樹
- CG：藤井彩人
- 音効：高取謙
- 美術：牧野沙和、北原龍一
- 編集：杉本啓二、高橋昌宏
- MA：降旗直人、須賀昭一、飯塚雄一、島崎敏晴
- 技術協力：イカロス（以前は制作協力）
- ウェブメディア編集：西村真里子、市來孝人
- ウェブライター：石塚健朗、長谷川リョー、伊藤ハルカ
- 協力：Bascule Inc.
- AD：北村大輝、宍戸研介、尾川祐太、上野章裕、秋山佳子、佐々木聖、植田良樹、佐々木織恵、山下央泰
- 制作進行：熊田靖士
- デスク：武田志麻
- ディレクター：石田一利、石川陽子、畑中真治、本山崇、伊藤祐輔、戸塚謹嗣、間瀬雄亮
- プロデューサー：原浩生（原→以前はウェブメディアプロデューサー）、加宮貴博、笠原大輔（笠原→2016年12月10日 - ）、沖絵未（原・加宮・沖→2016年6月4日 - ）、吉村博行（吉村→2016年12月10日 - ）、阿曽龍二、蒔田隆史（蒔田→2016年12月10日 - ）、岡本洋子（岡本→以前はディレクター）
- 制作：山川洋平（2015年12月5日 - ）
- 制作協力：AXON
- 製作著作：日本テレビ

### 過去のスタッフ
- クリエイティブディレクター：三枝孝臣、海野大輔（海野→以前はプロデューサー）
- TM：江村多加司、新名大作
- ウェブメディアプロデューサー：染川快興、岸遼
- 編成：伊藤加寿子
- 宣伝：高木明子
- AP：石井琴子（以前はAD）
- ディレクター：矢野健二、小川剛、長谷川九実子、小川雄野、井藤理美、依岡由里子、坂本ミズホ
- プロデューサー：丑山彰、兜森英子、加藤学（兜森・加藤→2015年6月6日 - 11月28日）、鈴木敦、加藤友規（加藤→以前はプロデューサー→プロジェクトマネージャー）、高橋直樹（高橋→2015年6月6日 - 2016年5月28日）、岩崎広樹、岡田麻里奈（岡田→以前はディレクター）
- 制作：松岡至、面髙直子（面髙→2014年12月7日 - 2015年11月28日）

## ネット局等
ネット局
| 放送対象地域 | 放送局           | 系列           | 放送日時                     | 備考   |
| ------------ | ---------------- | -------------- | ---------------------------- | ------ |
| 関東広域圏   | 日本テレビ (NTV) | 日本テレビ系列 | 毎月最終日曜未明（土曜深夜） | 制作局 |

ネット配信
| 配信元             | 更新日時       | 備考                 |
| ------------------ | -------------- | -------------------- |
| TVer               | 日曜 1:55 更新 | 最新回限定で無料配信 |
| ニコニコチャンネル | 日曜 1:55 更新 | 最新回限定で無料配信 |
| GYAO!              | 日曜 6:00 更新 | 最新回限定で無料配信 |
| hulu               | 更新時間不明   | 有料会員は全回見放題 |

## イベント
- 2016年2月26日にイベント『SENSORS IGNITION』が虎ノ門ヒルズで開催し、多くの人でにぎわった。

## 関連番組
- Z STUDIO SENSORS - 同局で2023年4月から放送されている番組。